# هورس تیف بیسین (آریزونا)
هورس تیف بیسین (به انگلیسی: Horse Thief Basin) یک منطقهٔ مسکونی در ایالات متحده آمریکا است که در آریزونا واقع شده‌است.